# Протока (приток Роси)
Про́тока — река на территории Украины, левый приток реки Роси. Начинается в Васильковском районе вблизи села Марьяновки. Протекает через Васильковский и Белоцерковский районы Киевской области.

## География и гидрография
Долина реки корытообразная, ширина которой составляет до 2 км, глубина 20 м. Пойма — до 100 м. Русло извилистое, глубиной 0,4-0,6 м, 10 м — в нижнем течении. Питание атмосферными осадками. Течение частично зарегулировано.
Норма стока реки составляет — 35,2 млн м³, сток маловодных лет обеспеченностью 75 и 95 % — соответственно 22,3 и 12 млн м³.
Гидротехнических сооружений — 47 шт.

## Современное состояние
В настоящее время река загрязнена хозяйственной деятельностью человека. Общая β-радиоактивность Протоки составляет 92—95 Бк/л, что значительно ниже от показателя реки Рось (151—156 Бк/л).

## Историческая справка
В письменных источниках до конца XIX века упоминается под названием Роток, что дало название целой исторической местности Белой. Древние русичи называли эту реку названием Рут. Именно в урочище у Рута в 1511 году был разбит большой отряд татар объединёнными русско-литовским силами. Долгое время это событие считалась первой победой над татарами, из-за того, что в книге сказаний о местностях Киевской губернии была сделана опечатка и вместо «1511», было напечатано «1311». Это вызвало ряд недоразумений — эту дату указывали даже в диссертациях и учебниках по краеведению Поросья.

## Интересные факты
Река дала название местности на востоке Белой Церкви — Роток и одноимённой железнодорожной станции.